# Charlotte Sanson
Charlotte Sanson est une scénariste française.

## Biographie
Entre 2002 et 2004, Charlotte Sanson suit une maîtrise et un diplôme d'études approfondies (DEA) sur les représentations de la masculinité dans le cinéma américain des années 90. Elle est diplômée de La Femis en 2007. Elle soutient notamment un mémoire sur le thème La diffusion des films de genre en France, l’exemple des films fantastiques et d’horreur.
En 2011, Charlotte Sanson est lauréate scénariste Tv de la fondation Lagardère. En 2015, elle est diplômée du Tv Writing Intensive Summercamp de l’université Columbia. Entre 2018 et 2022, elle est intervenante scénario pour la formation la fabrique des séries par Émergence Cinéma. 
En 2022, Charlotte Sanson est la créatrice de la série fantastique Les 7 Vies de Léa, distribuée par Netflix. La série est adaptée du roman Les 7 Vies de Léo Belami de Nataël Trapp,. 

## Filmographie

### Scénariste
- Atomic Spot de Stéphanie Cabdevila, court métrage, 2016
- Vampires de Benjamin Dupas et Isaure Pisani-Ferry, épisode 5, 2020

### Co-scénariste
- Pilules Bleues de Jean-Philippe Amar, Fiction Arte, 2014
- Le nouveau dragon de Thierry De Peretti, co-scénariste avec Thierry De Peretti, 2014
- Rétrosexe de Jean-Baptiste Saurel, court métrage, 2015
- Lettre à France de Stéphane Clavier, collaboration au scénario avec Benjamin Dupas et Fanny Herrero, 2015
- Un vrai bonhomme de Benjamin Parent, 2020
- Hippocrate de Thomas Lilti, saison 2, 2021
- Comment je suis devenu super-héros de Douglas Attal, 2021

### Créatrice
- Les 7 Vies de Léa, réalisation de Julien Despaux et Émilie Noblet, saison 1, 2022